# Arizona Border Recon
Arizona Border Recon (AZBR) es un grupo paramilitar activo en Arizona compuesto por veteranos del ejército y expolicías,  ex-contratistas de seguridad privada y veteranos.

## Historia
Tim Foley, un ex supervisor de construcción y veterano de Ejército de los Estados Unidos formaron el grupo en 2011. En marzo de 2018, el grupo tenía aproximadamente 250 voluntarios que operan en el Valle de Altar. alrededor de Sasabe, Arizona, armando a los militantes con gran variedad de armas de fuego tales como pistolas, escopetas y rifles semiautomáticos. El AZBR originalmente tenía como objetivo ayudar a erradicar la inmigración ilegal, pero tan de 2015 tuvo un objetivo declarado de interrumpir contrabando de drogas y armas a través de la  frontera estadounidense con México, además de evitar la infiltración por supuestos terroristas extranjeros.
Foley niega que sea una milicia, sin embargo, Arizona Daily Star informó que "los registros judiciales muestran que estuvo íntimamente involucrado en las milicias que formaron la Operación Mutua de Defensa para ayudar a la familia Bundy hace varios años durante su disputa con el gobierno federal sobre el uso de tierras públicas. Continúan deteniendo y reteniendo a civiles a lo largo de la frontera sin que ningún fiscal presente cargos contra ellos. El grupo apareció en el documental de 2015  Tierra de Cárteles . Según el miembro de la Asociación de Críticos de Cine de Chicago, Bill Stamets, el documental se inspiró en un informe de  Rolling Stone  de diciembre de 2012.
El grupo participó en la Madre de todas las manifestaciones celebrada el 16 de septiembre de 2017, en el National Mall de Washington D. C., en apoyo del presidente Donald Trump, donde Foley fue uno de los oradores.
En agosto de 2019, el miembro expulsado Joshua Pratchard fue sentenciado a seis años de prisión por posesión ilegal de armas, fabricación de armas de fuego y su venta. La milicia lo expulsó diciendo que no quería seguir sus reglas, incluso pidiendo repetidamente que se hiciera un examen físico con los detenidos y exigiendo poner un silenciador en su arma, y su imprudencia cuando se trata de "acechar a los bandidos".